# Château de Blâmont
Le château de Blâmont est un château de la commune de Blâmont au sud-est du département de Meurthe-et-Moselle en région Grand Est en France.

## Historique

### Origine du château
Le village de Giroville (ou Gironville), ancien faubourg de Blâmont, s'est développé en rive droite de la Vezouze autour de l'église paroissiale dédiée à saint Maurice d'Agaune. Il est cité en 1135 dans une bulle du pape Innocent II que la comtesse Agnès de Montbéliard a concédée l'église de Giroville à l'abbaye de Huguesheim. La région était passée sous la domination de la maison comtale de Bar-Montbéliard au XIe siècle. Agnès de Bar-Montbéliard l'a apportée en dot à Hermann II (1111-avant 1138), avoué de l'abbaye de Senones. De cette union est né le lignage des comtes de Salm, à Salm-en-Vosges dont le château se dressait à Langenstein (château de Pierre-Percée avec Badonviller pour capitale. Agnès a fondé l'abbaye de Haute-Seille, en 1140.

### Généalogie simplifiée
|  |  |  |  |  |  |  |  |                   |                   |                   |                   |                               |                               | Giselbert de Luxembourg ca.1007-1059 comte de Salm et de Longwy comte de Luxembourg en 1047 | Giselbert de Luxembourg ca.1007-1059 comte de Salm et de Longwy comte de Luxembourg en 1047 | Giselbert de Luxembourg ca.1007-1059 comte de Salm et de Longwy comte de Luxembourg en 1047 | Giselbert de Luxembourg ca.1007-1059 comte de Salm et de Longwy comte de Luxembourg en 1047 | Giselbert de Luxembourg ca.1007-1059 comte de Salm et de Longwy comte de Luxembourg en 1047 | Giselbert de Luxembourg ca.1007-1059 comte de Salm et de Longwy comte de Luxembourg en 1047 |                                       |                                       | Louis de Mousson 1015-1071/1076 a des possessions dans le sud du Sundgau (Héricourt, Belfort, Altkirch et Ferrette) | Louis de Mousson 1015-1071/1076 a des possessions dans le sud du Sundgau (Héricourt, Belfort, Altkirch et Ferrette) | Louis de Mousson 1015-1071/1076 a des possessions dans le sud du Sundgau (Héricourt, Belfort, Altkirch et Ferrette) | Louis de Mousson 1015-1071/1076 a des possessions dans le sud du Sundgau (Héricourt, Belfort, Altkirch et Ferrette) | Louis de Mousson 1015-1071/1076 a des possessions dans le sud du Sundgau (Héricourt, Belfort, Altkirch et Ferrette) | Louis de Mousson 1015-1071/1076 a des possessions dans le sud du Sundgau (Héricourt, Belfort, Altkirch et Ferrette) | | | Sophie de Haute-Lotharingie ep. 1038 fille de Frédéric II de Haute-Lotharingie comtesse de Bar et de Mousson        | Sophie de Haute-Lotharingie ep. 1038 fille de Frédéric II de Haute-Lotharingie comtesse de Bar et de Mousson        | Sophie de Haute-Lotharingie ep. 1038 fille de Frédéric II de Haute-Lotharingie comtesse de Bar et de Mousson | Sophie de Haute-Lotharingie ep. 1038 fille de Frédéric II de Haute-Lotharingie comtesse de Bar et de Mousson | Sophie de Haute-Lotharingie ep. 1038 fille de Frédéric II de Haute-Lotharingie comtesse de Bar et de Mousson | Sophie de Haute-Lotharingie ep. 1038 fille de Frédéric II de Haute-Lotharingie comtesse de Bar et de Mousson |                                                                                                |                                                                                                |                                                                                                |                                                                                                |                                                 |                                                 |                                                 |                                                 |                                                      |                                                      |                                                                                |                                                                                |                                                                                |                                                                                |                                                                                |                                                                                |                                               |                                               |                                               |                                               |                                               |                                               |                           |       |                                                        |                                                        |                                                        |                                                        |                                                        |                                                        |  |  |                                 |                                 |                                 |                                 |                                 |                                 |  |  |                                                      |                                                      |                                                      |                                                      |                                                      |                                                      |  |  |                                                                       |                                                                       |                                                                       |                                                                       |                                                                       |                                                                       |  |  |
|  |  |  |  |  |  |  |  |                   |                   |                   |                   |                               |                               | Giselbert de Luxembourg ca.1007-1059 comte de Salm et de Longwy comte de Luxembourg en 1047 | Giselbert de Luxembourg ca.1007-1059 comte de Salm et de Longwy comte de Luxembourg en 1047 | Giselbert de Luxembourg ca.1007-1059 comte de Salm et de Longwy comte de Luxembourg en 1047 | Giselbert de Luxembourg ca.1007-1059 comte de Salm et de Longwy comte de Luxembourg en 1047 | Giselbert de Luxembourg ca.1007-1059 comte de Salm et de Longwy comte de Luxembourg en 1047 | Giselbert de Luxembourg ca.1007-1059 comte de Salm et de Longwy comte de Luxembourg en 1047 |                                       |                                       | Louis de Mousson 1015-1071/1076 a des possessions dans le sud du Sundgau (Héricourt, Belfort, Altkirch et Ferrette) | Louis de Mousson 1015-1071/1076 a des possessions dans le sud du Sundgau (Héricourt, Belfort, Altkirch et Ferrette) | Louis de Mousson 1015-1071/1076 a des possessions dans le sud du Sundgau (Héricourt, Belfort, Altkirch et Ferrette) | Louis de Mousson 1015-1071/1076 a des possessions dans le sud du Sundgau (Héricourt, Belfort, Altkirch et Ferrette) | Louis de Mousson 1015-1071/1076 a des possessions dans le sud du Sundgau (Héricourt, Belfort, Altkirch et Ferrette) | Louis de Mousson 1015-1071/1076 a des possessions dans le sud du Sundgau (Héricourt, Belfort, Altkirch et Ferrette) | | | Sophie de Haute-Lotharingie ep. 1038 fille de Frédéric II de Haute-Lotharingie comtesse de Bar et de Mousson        | Sophie de Haute-Lotharingie ep. 1038 fille de Frédéric II de Haute-Lotharingie comtesse de Bar et de Mousson        | Sophie de Haute-Lotharingie ep. 1038 fille de Frédéric II de Haute-Lotharingie comtesse de Bar et de Mousson | Sophie de Haute-Lotharingie ep. 1038 fille de Frédéric II de Haute-Lotharingie comtesse de Bar et de Mousson | Sophie de Haute-Lotharingie ep. 1038 fille de Frédéric II de Haute-Lotharingie comtesse de Bar et de Mousson | Sophie de Haute-Lotharingie ep. 1038 fille de Frédéric II de Haute-Lotharingie comtesse de Bar et de Mousson |                                                                                                |                                                                                                |                                                                                                |                                                                                                |                                                 |                                                 |                                                 |                                                 |                                                      |                                                      |                                                                                |                                                                                |                                                                                |                                                                                |                                                                                |                                                                                |                                               |                                               |                                               |                                               |                                               |                                               |                           |       |                                                        |                                                        |                                                        |                                                        |                                                        |                                                        |  |  |                                 |                                 |                                 |                                 |                                 |                                 |  |  |                                                      |                                                      |                                                      |                                                      |                                                      |                                                      |  |  |                                                                       |                                                                       |                                                                       |                                                                       |                                                                       |                                                                       |  |  |
|  |  |  |  |  |  |  |  |                   |                   |                   |                   |                               |                               |                                                                                             |                                                                                             |                                                                                             |                                                                                             |                                                                                             |                                                                                             |                                       |                                       | | | | | | | | | | | | | | |                                                                                                |                                                                                                |                                                                                                |                                                                                                |                                                 |                                                 |                                                 |                                                 |                                                      |                                                      |                                                                                |                                                                                |                                                                                |                                                                                |                                                                                |                                                                                |                                               |                                               |                                               |                                               |                                               |                                               |                           |       |                                                        |                                                        |                                                        |                                                        |                                                        |                                                        |  |  |                                 |                                 |                                 |                                 |                                 |                                 |  |  |                                                      |                                                      |                                                      |                                                      |                                                      |                                                      |  |  |                                                                       |                                                                       |                                                                       |                                                                       |                                                                       |                                                                       |  |  |
|  |  |  |  |  |  |  |  |                   |                   |                   |                   |                               |                               | Hermann Ier de Salm ca.1040/1045-1088 comte de Salm, Antiroi des Romains                    | Hermann Ier de Salm ca.1040/1045-1088 comte de Salm, Antiroi des Romains                    | Hermann Ier de Salm ca.1040/1045-1088 comte de Salm, Antiroi des Romains                    | Hermann Ier de Salm ca.1040/1045-1088 comte de Salm, Antiroi des Romains                    | Hermann Ier de Salm ca.1040/1045-1088 comte de Salm, Antiroi des Romains                    | Hermann Ier de Salm ca.1040/1045-1088 comte de Salm, Antiroi des Romains                    |                                       |                                       | | | | | Thierry Ier de Montbéliard ca.1045-1103/1005 comte de Montbéliard et de Ferrette, comte de Bar, seigneur de Mousson | Thierry Ier de Montbéliard ca.1045-1103/1005 comte de Montbéliard et de Ferrette, comte de Bar, seigneur de Mousson | Thierry Ier de Montbéliard ca.1045-1103/1005 comte de Montbéliard et de Ferrette, comte de Bar, seigneur de Mousson | Thierry Ier de Montbéliard ca.1045-1103/1005 comte de Montbéliard et de Ferrette, comte de Bar, seigneur de Mousson | Thierry Ier de Montbéliard ca.1045-1103/1005 comte de Montbéliard et de Ferrette, comte de Bar, seigneur de Mousson | Thierry Ier de Montbéliard ca.1045-1103/1005 comte de Montbéliard et de Ferrette, comte de Bar, seigneur de Mousson | | | Ermentrude de Bourgogne 1106-1155 fille de Guillaume Ier de Bourgogne héritière de Montbéliard               | Ermentrude de Bourgogne 1106-1155 fille de Guillaume Ier de Bourgogne héritière de Montbéliard               | Ermentrude de Bourgogne 1106-1155 fille de Guillaume Ier de Bourgogne héritière de Montbéliard | Ermentrude de Bourgogne 1106-1155 fille de Guillaume Ier de Bourgogne héritière de Montbéliard | Ermentrude de Bourgogne 1106-1155 fille de Guillaume Ier de Bourgogne héritière de Montbéliard | Ermentrude de Bourgogne 1106-1155 fille de Guillaume Ier de Bourgogne héritière de Montbéliard |                                                 |                                                 |                                                 |                                                 |                                                      |                                                      |                                                                                |                                                                                |                                                                                |                                                                                |                                                                                |                                                                                |                                               |                                               |                                               |                                               |                                               |                                               |                           |       |                                                        |                                                        |                                                        |                                                        |                                                        |                                                        |  |  |                                 |                                 |                                 |                                 |                                 |                                 |  |  |                                                      |                                                      |                                                      |                                                      |                                                      |                                                      |  |  |                                                                       |                                                                       |                                                                       |                                                                       |                                                                       |                                                                       |  |  |
|  |  |  |  |  |  |  |  |                   |                   |                   |                   |                               |                               | Hermann Ier de Salm ca.1040/1045-1088 comte de Salm, Antiroi des Romains                    | Hermann Ier de Salm ca.1040/1045-1088 comte de Salm, Antiroi des Romains                    | Hermann Ier de Salm ca.1040/1045-1088 comte de Salm, Antiroi des Romains                    | Hermann Ier de Salm ca.1040/1045-1088 comte de Salm, Antiroi des Romains                    | Hermann Ier de Salm ca.1040/1045-1088 comte de Salm, Antiroi des Romains                    | Hermann Ier de Salm ca.1040/1045-1088 comte de Salm, Antiroi des Romains                    |                                       |                                       | | | | | Thierry Ier de Montbéliard ca.1045-1103/1005 comte de Montbéliard et de Ferrette, comte de Bar, seigneur de Mousson | Thierry Ier de Montbéliard ca.1045-1103/1005 comte de Montbéliard et de Ferrette, comte de Bar, seigneur de Mousson | Thierry Ier de Montbéliard ca.1045-1103/1005 comte de Montbéliard et de Ferrette, comte de Bar, seigneur de Mousson | Thierry Ier de Montbéliard ca.1045-1103/1005 comte de Montbéliard et de Ferrette, comte de Bar, seigneur de Mousson | Thierry Ier de Montbéliard ca.1045-1103/1005 comte de Montbéliard et de Ferrette, comte de Bar, seigneur de Mousson | Thierry Ier de Montbéliard ca.1045-1103/1005 comte de Montbéliard et de Ferrette, comte de Bar, seigneur de Mousson | | | Ermentrude de Bourgogne 1106-1155 fille de Guillaume Ier de Bourgogne héritière de Montbéliard               | Ermentrude de Bourgogne 1106-1155 fille de Guillaume Ier de Bourgogne héritière de Montbéliard               | Ermentrude de Bourgogne 1106-1155 fille de Guillaume Ier de Bourgogne héritière de Montbéliard | Ermentrude de Bourgogne 1106-1155 fille de Guillaume Ier de Bourgogne héritière de Montbéliard | Ermentrude de Bourgogne 1106-1155 fille de Guillaume Ier de Bourgogne héritière de Montbéliard | Ermentrude de Bourgogne 1106-1155 fille de Guillaume Ier de Bourgogne héritière de Montbéliard |                                                 |                                                 |                                                 |                                                 |                                                      |                                                      |                                                                                |                                                                                |                                                                                |                                                                                |                                                                                |                                                                                |                                               |                                               |                                               |                                               |                                               |                                               |                           |       |                                                        |                                                        |                                                        |                                                        |                                                        |                                                        |  |  |                                 |                                 |                                 |                                 |                                 |                                 |  |  |                                                      |                                                      |                                                      |                                                      |                                                      |                                                      |  |  |                                                                       |                                                                       |                                                                       |                                                                       |                                                                       |                                                                       |  |  |
|  |  |  |  |  |  |  |  |                   |                   |                   |                   |                               |                               |                                                                                             |                                                                                             |                                                                                             |                                                                                             |                                                                                             |                                                                                             |                                       |                                       | | | | | | | | | | | | | | |                                                                                                |                                                                                                |                                                                                                |                                                                                                |                                                 |                                                 |                                                 |                                                 |                                                      |                                                      |                                                                                |                                                                                |                                                                                |                                                                                |                                                                                |                                                                                |                                               |                                               |                                               |                                               |                                               |                                               |                           |       |                                                        |                                                        |                                                        |                                                        |                                                        |                                                        |  |  |                                 |                                 |                                 |                                 |                                 |                                 |  |  |                                                      |                                                      |                                                      |                                                      |                                                      |                                                      |  |  |                                                                       |                                                                       |                                                                       |                                                                       |                                                                       |                                                                       |  |  |
|  |  |  |  |  |  |  |  |                   |                   |                   |                   |                               |                               |                                                                                             |                                                                                             |                                                                                             |                                                                                             |                                                                                             |                                                                                             |                                       |                                       | | | | | | | | | | | | | | |                                                                                                |                                                                                                |                                                                                                |                                                                                                |                                                 |                                                 |                                                 |                                                 |                                                      |                                                      |                                                                                |                                                                                |                                                                                |                                                                                |                                                                                |                                                                                |                                               |                                               |                                               |                                               |                                               |                                               |                           |       |                                                        |                                                        |                                                        |                                                        |                                                        |                                                        |  |  |                                 |                                 |                                 |                                 |                                 |                                 |  |  |                                                      |                                                      |                                                      |                                                      |                                                      |                                                      |  |  |                                                                       |                                                                       |                                                                       |                                                                       |                                                                       |                                                                       |  |  |
|  |  |  |  |  |  |  |  |                   |                   |                   |                   |                               |                               | Hermann II 1111-av.1138 comte de Salm                                                       | Hermann II 1111-av.1138 comte de Salm                                                       | Hermann II 1111-av.1138 comte de Salm                                                       | Hermann II 1111-av.1138 comte de Salm                                                       | Hermann II 1111-av.1138 comte de Salm                                                       | Hermann II 1111-av.1138 comte de Salm                                                       |                                       |                                       | | | | | | | Agnès de Bar-Montbéliard ou Agnès de Mousson † ap.1140                                                              | Agnès de Bar-Montbéliard ou Agnès de Mousson † ap.1140                                                              | Agnès de Bar-Montbéliard ou Agnès de Mousson † ap.1140                                                              | Agnès de Bar-Montbéliard ou Agnès de Mousson † ap.1140                                                              | Agnès de Bar-Montbéliard ou Agnès de Mousson † ap.1140                                                       | Agnès de Bar-Montbéliard ou Agnès de Mousson † ap.1140                                                       | | | Étienne de Bar †1162 évêque de Metz                                                            | Étienne de Bar †1162 évêque de Metz                                                            | Étienne de Bar †1162 évêque de Metz                                                            | Étienne de Bar †1162 évêque de Metz                                                            | Étienne de Bar †1162 évêque de Metz             | Étienne de Bar †1162 évêque de Metz             |                                                 |                                                 | Frédéric de Mousson 1074/1078-1160 comte de Ferrette | Frédéric de Mousson 1074/1078-1160 comte de Ferrette | Frédéric de Mousson 1074/1078-1160 comte de Ferrette                           | Frédéric de Mousson 1074/1078-1160 comte de Ferrette                           | Frédéric de Mousson 1074/1078-1160 comte de Ferrette                           | Frédéric de Mousson 1074/1078-1160 comte de Ferrette                           |                                                                                |                                                                                | Renaud de Mousson 1075/1077-1149 comte de Bar | Renaud de Mousson 1075/1077-1149 comte de Bar | Renaud de Mousson 1075/1077-1149 comte de Bar | Renaud de Mousson 1075/1077-1149 comte de Bar | Renaud de Mousson 1075/1077-1149 comte de Bar | Renaud de Mousson 1075/1077-1149 comte de Bar |                           |       | Thierry de Mousson 1076/1078-1163 comte de Montbéliard | Thierry de Mousson 1076/1078-1163 comte de Montbéliard | Thierry de Mousson 1076/1078-1163 comte de Montbéliard | Thierry de Mousson 1076/1078-1163 comte de Montbéliard | Thierry de Mousson 1076/1078-1163 comte de Montbéliard | Thierry de Mousson 1076/1078-1163 comte de Montbéliard |  |  | Louis de Mousson 1077/1079-1102 | Louis de Mousson 1077/1079-1102 | Louis de Mousson 1077/1079-1102 | Louis de Mousson 1077/1079-1102 | Louis de Mousson 1077/1079-1102 | Louis de Mousson 1077/1079-1102 |  |  | Gunthilde de Mousson †1131 1re abbesse de Biblisheim | Gunthilde de Mousson †1131 1re abbesse de Biblisheim | Gunthilde de Mousson †1131 1re abbesse de Biblisheim | Gunthilde de Mousson †1131 1re abbesse de Biblisheim | Gunthilde de Mousson †1131 1re abbesse de Biblisheim | Gunthilde de Mousson †1131 1re abbesse de Biblisheim |  |  | Mathilde (ou Mechthilde) de Mousson mariée avec Adalbert von Mörsberg | Mathilde (ou Mechthilde) de Mousson mariée avec Adalbert von Mörsberg | Mathilde (ou Mechthilde) de Mousson mariée avec Adalbert von Mörsberg | Mathilde (ou Mechthilde) de Mousson mariée avec Adalbert von Mörsberg | Mathilde (ou Mechthilde) de Mousson mariée avec Adalbert von Mörsberg | Mathilde (ou Mechthilde) de Mousson mariée avec Adalbert von Mörsberg |  |  |
|  |  |  |  |  |  |  |  |                   |                   |                   |                   |                               |                               | Hermann II 1111-av.1138 comte de Salm                                                       | Hermann II 1111-av.1138 comte de Salm                                                       | Hermann II 1111-av.1138 comte de Salm                                                       | Hermann II 1111-av.1138 comte de Salm                                                       | Hermann II 1111-av.1138 comte de Salm                                                       | Hermann II 1111-av.1138 comte de Salm                                                       |                                       |                                       | | | | | | | Agnès de Bar-Montbéliard ou Agnès de Mousson † ap.1140                                                              | Agnès de Bar-Montbéliard ou Agnès de Mousson † ap.1140                                                              | Agnès de Bar-Montbéliard ou Agnès de Mousson † ap.1140                                                              | Agnès de Bar-Montbéliard ou Agnès de Mousson † ap.1140                                                              | Agnès de Bar-Montbéliard ou Agnès de Mousson † ap.1140                                                       | Agnès de Bar-Montbéliard ou Agnès de Mousson † ap.1140                                                       | | | Étienne de Bar †1162 évêque de Metz                                                            | Étienne de Bar †1162 évêque de Metz                                                            | Étienne de Bar †1162 évêque de Metz                                                            | Étienne de Bar †1162 évêque de Metz                                                            | Étienne de Bar †1162 évêque de Metz             | Étienne de Bar †1162 évêque de Metz             |                                                 |                                                 | Frédéric de Mousson 1074/1078-1160 comte de Ferrette | Frédéric de Mousson 1074/1078-1160 comte de Ferrette | Frédéric de Mousson 1074/1078-1160 comte de Ferrette                           | Frédéric de Mousson 1074/1078-1160 comte de Ferrette                           | Frédéric de Mousson 1074/1078-1160 comte de Ferrette                           | Frédéric de Mousson 1074/1078-1160 comte de Ferrette                           |                                                                                |                                                                                | Renaud de Mousson 1075/1077-1149 comte de Bar | Renaud de Mousson 1075/1077-1149 comte de Bar | Renaud de Mousson 1075/1077-1149 comte de Bar | Renaud de Mousson 1075/1077-1149 comte de Bar | Renaud de Mousson 1075/1077-1149 comte de Bar | Renaud de Mousson 1075/1077-1149 comte de Bar |                           |       | Thierry de Mousson 1076/1078-1163 comte de Montbéliard | Thierry de Mousson 1076/1078-1163 comte de Montbéliard | Thierry de Mousson 1076/1078-1163 comte de Montbéliard | Thierry de Mousson 1076/1078-1163 comte de Montbéliard | Thierry de Mousson 1076/1078-1163 comte de Montbéliard | Thierry de Mousson 1076/1078-1163 comte de Montbéliard |  |  | Louis de Mousson 1077/1079-1102 | Louis de Mousson 1077/1079-1102 | Louis de Mousson 1077/1079-1102 | Louis de Mousson 1077/1079-1102 | Louis de Mousson 1077/1079-1102 | Louis de Mousson 1077/1079-1102 |  |  | Gunthilde de Mousson †1131 1re abbesse de Biblisheim | Gunthilde de Mousson †1131 1re abbesse de Biblisheim | Gunthilde de Mousson †1131 1re abbesse de Biblisheim | Gunthilde de Mousson †1131 1re abbesse de Biblisheim | Gunthilde de Mousson †1131 1re abbesse de Biblisheim | Gunthilde de Mousson †1131 1re abbesse de Biblisheim |  |  | Mathilde (ou Mechthilde) de Mousson mariée avec Adalbert von Mörsberg | Mathilde (ou Mechthilde) de Mousson mariée avec Adalbert von Mörsberg | Mathilde (ou Mechthilde) de Mousson mariée avec Adalbert von Mörsberg | Mathilde (ou Mechthilde) de Mousson mariée avec Adalbert von Mörsberg | Mathilde (ou Mechthilde) de Mousson mariée avec Adalbert von Mörsberg | Mathilde (ou Mechthilde) de Mousson mariée avec Adalbert von Mörsberg |  |  |
|  |  |  |  |  |  |  |  |                   |                   |                   |                   |                               |                               |                                                                                             |                                                                                             |                                                                                             |                                                                                             |                                                                                             |                                                                                             |                                       |                                       | | | | | | | | | | | | | | |                                                                                                |                                                                                                |                                                                                                |                                                                                                |                                                 |                                                 |                                                 |                                                 |                                                      |                                                      |                                                                                |                                                                                |                                                                                |                                                                                |                                                                                |                                                                                |                                               |                                               |                                               |                                               |                                               |                                               |                           |       |                                                        |                                                        |                                                        |                                                        |                                                        |                                                        |  |  |                                 |                                 |                                 |                                 |                                 |                                 |  |  |                                                      |                                                      |                                                      |                                                      |                                                      |                                                      |  |  |                                                                       |                                                                       |                                                                       |                                                                       |                                                                       |                                                                       |  |  |
|  |  |  |  |  |  |  |  |                   |                   |                   |                   |                               |                               |                                                                                             |                                                                                             |                                                                                             |                                                                                             |                                                                                             |                                                                                             |                                       |                                       | Henri Ier 1133-1153 comte de Salm                                                                                   | Henri Ier 1133-1153 comte de Salm                                                                                   | Henri Ier 1133-1153 comte de Salm                                                                                   | Henri Ier 1133-1153 comte de Salm                                                                                   | Henri Ier 1133-1153 comte de Salm                                                                                   | Henri Ier 1133-1153 comte de Salm                                                                                   | | | | | | | | |                                                                                                |                                                                                                | Clémence de Dabo                                                                               | Clémence de Dabo                                                                               | Clémence de Dabo                                | Clémence de Dabo                                | Clémence de Dabo                                | Clémence de Dabo                                |                                                      |                                                      |                                                                                |                                                                                |                                                                                |                                                                                |                                                                                |                                                                                |                                               |                                               |                                               |                                               |                                               |                                               |                           |       |                                                        |                                                        |                                                        |                                                        |                                                        |                                                        |  |  |                                 |                                 |                                 |                                 |                                 |                                 |  |  |                                                      |                                                      |                                                      |                                                      |                                                      |                                                      |  |  |                                                                       |                                                                       |                                                                       |                                                                       |                                                                       |                                                                       |  |  |
|  |  |  |  |  |  |  |  |                   |                   |                   |                   |                               |                               |                                                                                             |                                                                                             |                                                                                             |                                                                                             |                                                                                             |                                                                                             |                                       |                                       | Henri Ier 1133-1153 comte de Salm                                                                                   | Henri Ier 1133-1153 comte de Salm                                                                                   | Henri Ier 1133-1153 comte de Salm                                                                                   | Henri Ier 1133-1153 comte de Salm                                                                                   | Henri Ier 1133-1153 comte de Salm                                                                                   | Henri Ier 1133-1153 comte de Salm                                                                                   | | | | | | | | |                                                                                                |                                                                                                | Clémence de Dabo                                                                               | Clémence de Dabo                                                                               | Clémence de Dabo                                | Clémence de Dabo                                | Clémence de Dabo                                | Clémence de Dabo                                |                                                      |                                                      |                                                                                |                                                                                |                                                                                |                                                                                |                                                                                |                                                                                |                                               |                                               |                                               |                                               |                                               |                                               |                           |       |                                                        |                                                        |                                                        |                                                        |                                                        |                                                        |  |  |                                 |                                 |                                 |                                 |                                 |                                 |  |  |                                                      |                                                      |                                                      |                                                      |                                                      |                                                      |  |  |                                                                       |                                                                       |                                                                       |                                                                       |                                                                       |                                                                       |  |  |
|  |  |  |  |  |  |  |  |                   |                   |                   |                   |                               |                               |                                                                                             |                                                                                             |                                                                                             |                                                                                             |                                                                                             |                                                                                             |                                       |                                       | | | | | | | | | | | | | | |                                                                                                |                                                                                                |                                                                                                |                                                                                                |                                                 |                                                 |                                                 |                                                 |                                                      |                                                      |                                                                                |                                                                                |                                                                                |                                                                                |                                                                                |                                                                                |                                               |                                               |                                               |                                               |                                               |                                               |                           |       |                                                        |                                                        |                                                        |                                                        |                                                        |                                                        |  |  |                                 |                                 |                                 |                                 |                                 |                                 |  |  |                                                      |                                                      |                                                      |                                                      |                                                      |                                                      |  |  |                                                                       |                                                                       |                                                                       |                                                                       |                                                                       |                                                                       |  |  |
|  |  |  |  |  |  |  |  |                   |                   |                   |                   |                               |                               |                                                                                             |                                                                                             |                                                                                             |                                                                                             |                                                                                             |                                                                                             |                                       |                                       | | | | | | | | | | | | | | |                                                                                                |                                                                                                |                                                                                                |                                                                                                |                                                 |                                                 |                                                 |                                                 |                                                      |                                                      |                                                                                |                                                                                |                                                                                |                                                                                |                                                                                |                                                                                |                                               |                                               |                                               |                                               |                                               |                                               |                           |       |                                                        |                                                        |                                                        |                                                        |                                                        |                                                        |  |  |                                 |                                 |                                 |                                 |                                 |                                 |  |  |                                                      |                                                      |                                                      |                                                      |                                                      |                                                      |  |  |                                                                       |                                                                       |                                                                       |                                                                       |                                                                       |                                                                       |  |  |
|  |  |  |  |  |  |  |  |                   |                   |                   |                   |                               |                               |                                                                                             |                                                                                             | Ferry Ier de Lorraine duc de Lorraine                                                       | Ferry Ier de Lorraine duc de Lorraine                                                       | Ferry Ier de Lorraine duc de Lorraine                                                       | Ferry Ier de Lorraine duc de Lorraine                                                       | Ferry Ier de Lorraine duc de Lorraine | Ferry Ier de Lorraine duc de Lorraine | | | | | | | | | | | | | Henri II † v.1200 comte de Salm                                                                              | Henri II † v.1200 comte de Salm                                                                              | Henri II † v.1200 comte de Salm                                                                | Henri II † v.1200 comte de Salm                                                                | Henri II † v.1200 comte de Salm                                                                | Henri II † v.1200 comte de Salm                                                                |                                                 |                                                 |                                                 |                                                 |                                                      |                                                      |                                                                                |                                                                                |                                                                                |                                                                                |                                                                                |                                                                                |                                               |                                               |                                               |                                               |                                               |                                               | Élise                     | Élise | Élise                                                  | Élise                                                  | Élise                                                  | Élise                                                  |                                                        |                                                        |  |  |                                 |                                 |                                 |                                 |                                 |                                 |  |  |                                                      |                                                      |                                                      |                                                      |                                                      |                                                      |  |  |                                                                       |                                                                       |                                                                       |                                                                       |                                                                       |                                                                       |  |  |
|  |  |  |  |  |  |  |  |                   |                   |                   |                   |                               |                               |                                                                                             |                                                                                             | Ferry Ier de Lorraine duc de Lorraine                                                       | Ferry Ier de Lorraine duc de Lorraine                                                       | Ferry Ier de Lorraine duc de Lorraine                                                       | Ferry Ier de Lorraine duc de Lorraine                                                       | Ferry Ier de Lorraine duc de Lorraine | Ferry Ier de Lorraine duc de Lorraine | | | | | | | | | | | | | Henri II † v.1200 comte de Salm                                                                              | Henri II † v.1200 comte de Salm                                                                              | Henri II † v.1200 comte de Salm                                                                | Henri II † v.1200 comte de Salm                                                                | Henri II † v.1200 comte de Salm                                                                | Henri II † v.1200 comte de Salm                                                                |                                                 |                                                 |                                                 |                                                 |                                                      |                                                      |                                                                                |                                                                                |                                                                                |                                                                                |                                                                                |                                                                                |                                               |                                               |                                               |                                               |                                               |                                               | Élise                     | Élise | Élise                                                  | Élise                                                  | Élise                                                  | Élise                                                  |                                                        |                                                        |  |  |                                 |                                 |                                 |                                 |                                 |                                 |  |  |                                                      |                                                      |                                                      |                                                      |                                                      |                                                      |  |  |                                                                       |                                                                       |                                                                       |                                                                       |                                                                       |                                                                       |  |  |
|  |  |  |  |  |  |  |  |                   |                   |                   |                   |                               |                               |                                                                                             |                                                                                             |                                                                                             |                                                                                             |                                                                                             |                                                                                             |                                       |                                       | | | | | | | | | | | | | | |                                                                                                |                                                                                                |                                                                                                |                                                                                                |                                                 |                                                 |                                                 |                                                 |                                                      |                                                      |                                                                                |                                                                                |                                                                                |                                                                                |                                                                                |                                                                                |                                               |                                               |                                               |                                               |                                               |                                               | Comté de SALM-EN-ARDENNES |       |                                                        |                                                        |                                                        |                                                        |                                                        |                                                        |  |  |                                 |                                 |                                 |                                 |                                 |                                 |  |  |                                                      |                                                      |                                                      |                                                      |                                                      |                                                      |  |  |                                                                       |                                                                       |                                                                       |                                                                       |                                                                       |                                                                       |  |  |
|  |  |  |  |  |  |  |  |                   |                   |                   |                   |                               |                               |                                                                                             |                                                                                             |                                                                                             |                                                                                             |                                                                                             |                                                                                             |                                       |                                       | | | | | | | | | | | | | | |                                                                                                |                                                                                                |                                                                                                |                                                                                                |                                                 |                                                 |                                                 |                                                 |                                                      |                                                      |                                                                                |                                                                                |                                                                                |                                                                                |                                                                                |                                                                                |                                               |                                               |                                               |                                               |                                               |                                               |                           |       |                                                        |                                                        |                                                        |                                                        |                                                        |                                                        |  |  |                                 |                                 |                                 |                                 |                                 |                                 |  |  |                                                      |                                                      |                                                      |                                                      |                                                      |                                                      |  |  |                                                                       |                                                                       |                                                                       |                                                                       |                                                                       |                                                                       |  |  |
|  |  |  |  |  |  |  |  |                   |                   |                   |                   |                               |                               |                                                                                             |                                                                                             | Jutta de Lorraine                                                                           | Jutta de Lorraine                                                                           | Jutta de Lorraine                                                                           | Jutta de Lorraine                                                                           | Jutta de Lorraine                     | Jutta de Lorraine                     | | | | | | | Henri III †1244 comte de Salm                                                                                       | Henri III †1244 comte de Salm                                                                                       | Henri III †1244 comte de Salm                                                                                       | Henri III †1244 comte de Salm                                                                                       | Henri III †1244 comte de Salm                                                                                | Henri III †1244 comte de Salm                                                                                | | |                                                                                                |                                                                                                |                                                                                                |                                                                                                |                                                 |                                                 |                                                 |                                                 |                                                      |                                                      | Frédéric/Ferry de Salm †1246 seigneur de Blâmont, avoué de l'abbaye de Senones | Frédéric/Ferry de Salm †1246 seigneur de Blâmont, avoué de l'abbaye de Senones | Frédéric/Ferry de Salm †1246 seigneur de Blâmont, avoué de l'abbaye de Senones | Frédéric/Ferry de Salm †1246 seigneur de Blâmont, avoué de l'abbaye de Senones | Frédéric/Ferry de Salm †1246 seigneur de Blâmont, avoué de l'abbaye de Senones | Frédéric/Ferry de Salm †1246 seigneur de Blâmont, avoué de l'abbaye de Senones |                                               |                                               |                                               |                                               |                                               |                                               |                           |       |                                                        |                                                        |                                                        |                                                        |                                                        |                                                        |  |  |                                 |                                 |                                 |                                 |                                 |                                 |  |  |                                                      |                                                      |                                                      |                                                      |                                                      |                                                      |  |  |                                                                       |                                                                       |                                                                       |                                                                       |                                                                       |                                                                       |  |  |
|  |  |  |  |  |  |  |  |                   |                   |                   |                   |                               |                               |                                                                                             |                                                                                             | Jutta de Lorraine                                                                           | Jutta de Lorraine                                                                           | Jutta de Lorraine                                                                           | Jutta de Lorraine                                                                           | Jutta de Lorraine                     | Jutta de Lorraine                     | | | | | | | Henri III †1244 comte de Salm                                                                                       | Henri III †1244 comte de Salm                                                                                       | Henri III †1244 comte de Salm                                                                                       | Henri III †1244 comte de Salm                                                                                       | Henri III †1244 comte de Salm                                                                                | Henri III †1244 comte de Salm                                                                                | | |                                                                                                |                                                                                                |                                                                                                |                                                                                                |                                                 |                                                 |                                                 |                                                 |                                                      |                                                      | Frédéric/Ferry de Salm †1246 seigneur de Blâmont, avoué de l'abbaye de Senones | Frédéric/Ferry de Salm †1246 seigneur de Blâmont, avoué de l'abbaye de Senones | Frédéric/Ferry de Salm †1246 seigneur de Blâmont, avoué de l'abbaye de Senones | Frédéric/Ferry de Salm †1246 seigneur de Blâmont, avoué de l'abbaye de Senones | Frédéric/Ferry de Salm †1246 seigneur de Blâmont, avoué de l'abbaye de Senones | Frédéric/Ferry de Salm †1246 seigneur de Blâmont, avoué de l'abbaye de Senones |                                               |                                               |                                               |                                               |                                               |                                               |                           |       |                                                        |                                                        |                                                        |                                                        |                                                        |                                                        |  |  |                                 |                                 |                                 |                                 |                                 |                                 |  |  |                                                      |                                                      |                                                      |                                                      |                                                      |                                                      |  |  |                                                                       |                                                                       |                                                                       |                                                                       |                                                                       |                                                                       |  |  |
|  |  |  |  |  |  |  |  |                   |                   |                   |                   |                               |                               |                                                                                             |                                                                                             |                                                                                             |                                                                                             |                                                                                             |                                                                                             |                                       |                                       | | | | | | | | | | | | | | |                                                                                                |                                                                                                |                                                                                                |                                                                                                |                                                 |                                                 |                                                 |                                                 |                                                      |                                                      |                                                                                |                                                                                |                                                                                |                                                                                |                                                                                |                                                                                |                                               |                                               |                                               |                                               |                                               |                                               |                           |       |                                                        |                                                        |                                                        |                                                        |                                                        |                                                        |  |  |                                 |                                 |                                 |                                 |                                 |                                 |  |  |                                                      |                                                      |                                                      |                                                      |                                                      |                                                      |  |  |                                                                       |                                                                       |                                                                       |                                                                       |                                                                       |                                                                       |  |  |
|  |  |  |  |  |  |  |  |                   |                   |                   |                   |                               |                               |                                                                                             |                                                                                             |                                                                                             |                                                                                             |                                                                                             |                                                                                             |                                       |                                       | | | | | | | | | | | | | | |                                                                                                |                                                                                                |                                                                                                |                                                                                                |                                                 |                                                 |                                                 |                                                 |                                                      |                                                      |                                                                                |                                                                                |                                                                                |                                                                                |                                                                                |                                                                                |                                               |                                               |                                               |                                               |                                               |                                               |                           |       |                                                        |                                                        |                                                        |                                                        |                                                        |                                                        |  |  |                                 |                                 |                                 |                                 |                                 |                                 |  |  |                                                      |                                                      |                                                      |                                                      |                                                      |                                                      |  |  |                                                                       |                                                                       |                                                                       |                                                                       |                                                                       |                                                                       |  |  |
|  |  |  |  |  |  |  |  | Marguerite de Bar | Marguerite de Bar | Marguerite de Bar | Marguerite de Bar | Marguerite de Bar             | Marguerite de Bar             |                                                                                             |                                                                                             | Henri † 1228                                                                                | Henri † 1228                                                                                | Henri † 1228                                                                                | Henri † 1228                                                                                | Henri † 1228                          | Henri † 1228                          | | | | | Jeanne de Dombasle † av. 1242                                                                                       | Jeanne de Dombasle † av. 1242                                                                                       | Jeanne de Dombasle † av. 1242                                                                                       | Jeanne de Dombasle † av. 1242                                                                                       | Jeanne de Dombasle † av. 1242                                                                                       | Jeanne de Dombasle † av. 1242                                                                                       | | | Frédéric/Ferry de Blâmont † 1255 seigneur de Blâmont                                                         | Frédéric/Ferry de Blâmont † 1255 seigneur de Blâmont                                                         | Frédéric/Ferry de Blâmont † 1255 seigneur de Blâmont                                           | Frédéric/Ferry de Blâmont † 1255 seigneur de Blâmont                                           | Frédéric/Ferry de Blâmont † 1255 seigneur de Blâmont                                           | Frédéric/Ferry de Blâmont † 1255 seigneur de Blâmont                                           |                                                 |                                                 | Jeanne de Bar ep. ca.1242 † 1299                | Jeanne de Bar ep. ca.1242 † 1299                | Jeanne de Bar ep. ca.1242 † 1299                     | Jeanne de Bar ep. ca.1242 † 1299                     | Jeanne de Bar ep. ca.1242 † 1299                                               | Jeanne de Bar ep. ca.1242 † 1299                                               |                                                                                |                                                                                |                                                                                |                                                                                |                                               |                                               |                                               |                                               |                                               |                                               |                           |       |                                                        |                                                        |                                                        |                                                        |                                                        |                                                        |  |  |                                 |                                 |                                 |                                 |                                 |                                 |  |  |                                                      |                                                      |                                                      |                                                      |                                                      |                                                      |  |  |                                                                       |                                                                       |                                                                       |                                                                       |                                                                       |                                                                       |  |  |
|  |  |  |  |  |  |  |  | Marguerite de Bar | Marguerite de Bar | Marguerite de Bar | Marguerite de Bar | Marguerite de Bar             | Marguerite de Bar             |                                                                                             |                                                                                             | Henri † 1228                                                                                | Henri † 1228                                                                                | Henri † 1228                                                                                | Henri † 1228                                                                                | Henri † 1228                          | Henri † 1228                          | | | | | Jeanne de Dombasle † av. 1242                                                                                       | Jeanne de Dombasle † av. 1242                                                                                       | Jeanne de Dombasle † av. 1242                                                                                       | Jeanne de Dombasle † av. 1242                                                                                       | Jeanne de Dombasle † av. 1242                                                                                       | Jeanne de Dombasle † av. 1242                                                                                       | | | Frédéric/Ferry de Blâmont † 1255 seigneur de Blâmont                                                         | Frédéric/Ferry de Blâmont † 1255 seigneur de Blâmont                                                         | Frédéric/Ferry de Blâmont † 1255 seigneur de Blâmont                                           | Frédéric/Ferry de Blâmont † 1255 seigneur de Blâmont                                           | Frédéric/Ferry de Blâmont † 1255 seigneur de Blâmont                                           | Frédéric/Ferry de Blâmont † 1255 seigneur de Blâmont                                           |                                                 |                                                 | Jeanne de Bar ep. ca.1242 † 1299                | Jeanne de Bar ep. ca.1242 † 1299                | Jeanne de Bar ep. ca.1242 † 1299                     | Jeanne de Bar ep. ca.1242 † 1299                     | Jeanne de Bar ep. ca.1242 † 1299                                               | Jeanne de Bar ep. ca.1242 † 1299                                               |                                                                                |                                                                                |                                                                                |                                                                                |                                               |                                               |                                               |                                               |                                               |                                               |                           |       |                                                        |                                                        |                                                        |                                                        |                                                        |                                                        |  |  |                                 |                                 |                                 |                                 |                                 |                                 |  |  |                                                      |                                                      |                                                      |                                                      |                                                      |                                                      |  |  |                                                                       |                                                                       |                                                                       |                                                                       |                                                                       |                                                                       |  |  |
|  |  |  |  |  |  |  |  |                   |                   |                   |                   |                               |                               |                                                                                             |                                                                                             |                                                                                             |                                                                                             |                                                                                             |                                                                                             |                                       |                                       | | | | | | | | | | | | | | |                                                                                                |                                                                                                |                                                                                                |                                                                                                |                                                 |                                                 |                                                 |                                                 |                                                      |                                                      |                                                                                |                                                                                |                                                                                |                                                                                |                                                                                |                                                                                |                                               |                                               |                                               |                                               |                                               |                                               |                           |       |                                                        |                                                        |                                                        |                                                        |                                                        |                                                        |  |  |                                 |                                 |                                 |                                 |                                 |                                 |  |  |                                                      |                                                      |                                                      |                                                      |                                                      |                                                      |  |  |                                                                       |                                                                       |                                                                       |                                                                       |                                                                       |                                                                       |  |  |
|  |  |  |  |  |  |  |  |                   |                   |                   |                   | Henri IV † 1292 comte de Salm | Henri IV † 1292 comte de Salm | Henri IV † 1292 comte de Salm                                                               | Henri IV † 1292 comte de Salm                                                               | Henri IV † 1292 comte de Salm                                                               | Henri IV † 1292 comte de Salm                                                               |                                                                                             |                                                                                             |                                       |                                       | | | | | | | | | | | | | | |                                                                                                |                                                                                                | Henri Ier de Blâmont † 1331 seigneur de Blâmont                                                | Henri Ier de Blâmont † 1331 seigneur de Blâmont                                                | Henri Ier de Blâmont † 1331 seigneur de Blâmont | Henri Ier de Blâmont † 1331 seigneur de Blâmont | Henri Ier de Blâmont † 1331 seigneur de Blâmont | Henri Ier de Blâmont † 1331 seigneur de Blâmont |                                                      |                                                      |                                                                                |                                                                                |                                                                                |                                                                                |                                                                                |                                                                                |                                               |                                               |                                               |                                               |                                               |                                               |                           |       |                                                        |                                                        |                                                        |                                                        |                                                        |                                                        |  |  |                                 |                                 |                                 |                                 |                                 |                                 |  |  |                                                      |                                                      |                                                      |                                                      |                                                      |                                                      |  |  |                                                                       |                                                                       |                                                                       |                                                                       |                                                                       |                                                                       |  |  |
|  |  |  |  |  |  |  |  |                   |                   |                   |                   | Henri IV † 1292 comte de Salm | Henri IV † 1292 comte de Salm | Henri IV † 1292 comte de Salm                                                               | Henri IV † 1292 comte de Salm                                                               | Henri IV † 1292 comte de Salm                                                               | Henri IV † 1292 comte de Salm                                                               |                                                                                             |                                                                                             |                                       |                                       | | | | | | | | | | | | | | |                                                                                                |                                                                                                | Henri Ier de Blâmont † 1331 seigneur de Blâmont                                                | Henri Ier de Blâmont † 1331 seigneur de Blâmont                                                | Henri Ier de Blâmont † 1331 seigneur de Blâmont | Henri Ier de Blâmont † 1331 seigneur de Blâmont | Henri Ier de Blâmont † 1331 seigneur de Blâmont | Henri Ier de Blâmont † 1331 seigneur de Blâmont |                                                      |                                                      |                                                                                |                                                                                |                                                                                |                                                                                |                                                                                |                                                                                |                                               |                                               |                                               |                                               |                                               |                                               |                           |       |                                                        |                                                        |                                                        |                                                        |                                                        |                                                        |  |  |                                 |                                 |                                 |                                 |                                 |                                 |  |  |                                                      |                                                      |                                                      |                                                      |                                                      |                                                      |  |  |                                                                       |                                                                       |                                                                       |                                                                       |                                                                       |                                                                       |  |  |
|  |  |  |  |  |  |  |  |                   |                   |                   |                   | Comté de SALM                 | Comté de SALM                 | Comté de SALM                                                                               | Comté de SALM                                                                               | Comté de SALM                                                                               | Comté de SALM                                                                               |                                                                                             |                                                                                             |                                       |                                       | | | | | | | | | | | | | | |                                                                                                |                                                                                                | seigneurie de BLÂMONT                                                                          | seigneurie de BLÂMONT                                                                          | seigneurie de BLÂMONT                           | seigneurie de BLÂMONT                           | seigneurie de BLÂMONT                           | seigneurie de BLÂMONT                           |                                                      |                                                      |                                                                                |                                                                                |                                                                                |                                                                                |                                                                                |                                                                                |                                               |                                               |                                               |                                               |                                               |                                               |                           |       |                                                        |                                                        |                                                        |                                                        |                                                        |                                                        |  |  |                                 |                                 |                                 |                                 |                                 |                                 |  |  |                                                      |                                                      |                                                      |                                                      |                                                      |                                                      |  |  |                                                                       |                                                                       |                                                                       |                                                                       |                                                                       |                                                                       |  |  |

### Le château dans la famille des comtes de Salm

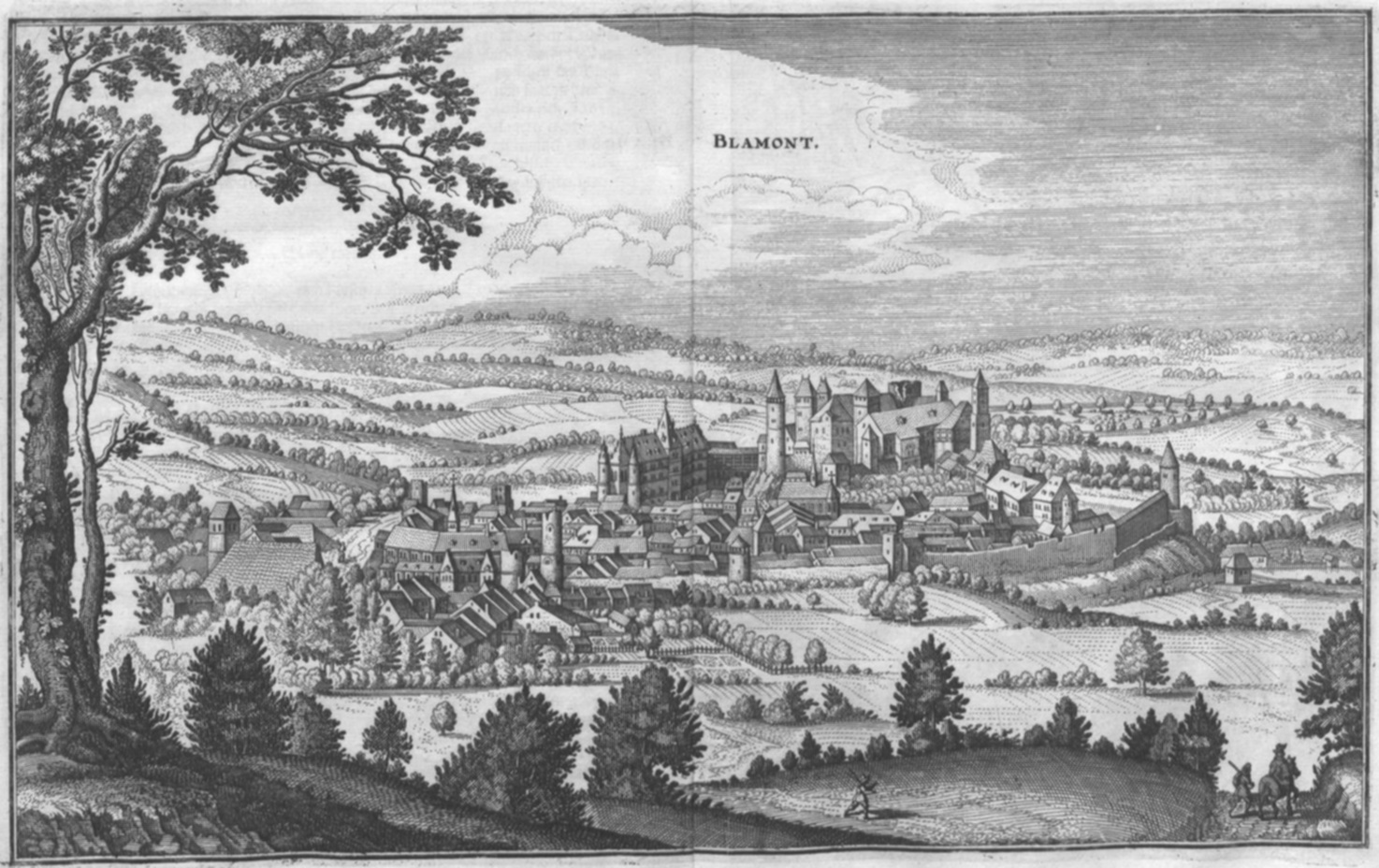
La ville et le château de Blâmont
Topographia Palatinatus Rheni et Vicinarum Regionum (1645)
Matthäus Merian.

La construction du château de Blâmont peut avoir été commencée dans les deux dernières décennies du XIIe siècle car des chevaliers portant le nom de Blâmont sont cités en 1186.
La seigneurie de Blâmont a été donnée par Henri II de Salm à son fils cadet, Ferry, qui a porté le titre de sire de Blâmont jusqu'à sa mort, en 1246. Son frère aîné, Henri III, est cependant resté maître de la seigneurie qui y a souvent résidé jusqu'à sa mort en 1244. Henri III a fortifié ses possessions en édifiant sur les terres abbatiales de Senones le château de Salm vers 1205, dans la vallée de la Bruche (aujourd'hui dans le Bas-Rhin), pour contrôler la route du col du Donon, le château de Morhange et s'est emparé de celui de Viviers. Il est donc possible qu'il ait construit ou agrandi celui de Blâmont. Ces constructions ont entraîné une très importante dette du comte de Salm vis-à-vis des banquiers de Metz. Dans le même temps, l'évêque de Metz a fait construire le château de Vic-sur-Seille, le comte de Bar, les défenses de Mousson, le duc de Lorraine, Ferry II de Lorraine, celles de Prény.
Le fils d'Henri III meurt en 1228. Son fils, Henri IV de Salm est placé sous la tutelle de son grand-père. Son oncle Ferry de Blâmont a alors essayé de prendre le contrôle du comté en chassant son père, Henri III, du château de Blâmont vers celui de Salm où il est mort vers 1244. Vers 1245, Henri IV de Salm a entrepris de reprendre le contrôle de ses possessions. Il doit remettre le comté à son neveu Henri IV de Salm devenu majeur. Il porte le titre de sire de Blâmont le 10 novembre 1247. L'acte d'hommage à l'évêque de Metz stipule que le bourg de Blâmont était rendable aux troupes de l'évêque.
Endetté, l'évêque de Metz profite en 1247 pour faire de Ferry de Blâmont son vassal et à se rendre propriétaire de son château. Très endetté, Ferry de Blâmont doit vendre la seigneurie de Lafrimbolle, la moitié de Domjevin et engager l'avouerie de Vic-sur-Seille. Il est prisonnier pour dettes à Metz. Il est condamné en 1254 pour des vols d'animaux appartenant à l'abbaye de Haute-Seille. Il meurt en 1255.
Son fils, Henri, surnommé « Maus Cerviaux » (forte tête), se rend populaire lors du tournoi de Chauvency organisé en 1285. Jusqu'en 1269, il a été sous la tutelle de sa mère, Jeanne de Bar, qui s'était remariée avec Louis V, comte de Chiny. Il augmente autour de 1300 les fortifications de son château et ceint la ville de murs. Devenu sénéchal du duc de Lorraine, il engage une lutte incertaine contre son cousin le comte Jean Ier de Salm. Mais la famille reste au service des ducs en tant que haut dignitaire jusqu’à son extinction au début du XVIe siècle. Blâmont devient alors la propriété des ducs de Lorraine. Le duc érige alors la seigneurie en comté. François Ier de Lorraine s'est marié en 1541 avec Christine de Danemark. Il lui a donné le comté de Blâmont en douaire. Celle-ci, veuve du duc, occupe le château de Blâmont à partir de 1552. Elle fait élever dans l’enceinte du château un bâtiment de style renaissance. De nouvelles cuisines sont édifiées dans le logis en 1563. Des ouvertures de tir sont faites dans le mur extérieur en 1574 pour des armes à feu de petit calibre. En conflit avec son fils, Charles III de Lorraine, qu'elle juge trop favorable à la France, elle se réfugie en Italie où elle meurt.
Il est endommagé une première fois lors des guerres de Religion (notamment en 1587), mais le château n'est pas pris. Il est renforcé dans les années 1607-1608 en construisant une terrasse d'artillerie. Pendant la guerre de Trente Ans le château est occupé sans combat une première fois en 1634. Puis, repris par des troupes lorraines fidèles au duc, il est assiégé le 28/31 août 1636 par les troupes françaises commandées par Bernard de Saxe-Weimar. Il est incendié. Après un second siège, en novembre 1638, l'enceinte urbaine est démantelée par les Français. Le château médiéval est démoli partiellement en 1670 quand les Français quittent le duché. Laissée à l’état de ruine, la partie médiévale sera réaménagée en château romantique au XIXe siècle, tandis que la partie Renaissance est reconstruite dans un style classique au milieu du XVIIIe siècle.
Au début du XIXe siècle, la propriété appartient successivement à Martin Horacie qui y installe un tissage, puis à Mr Mangin, officier. À la mort de ce dernier en 1827, la propriété est vendue à Louis-Pierre Duchamp. La famille Duchamp conserva le château jusqu'en 1912, date à laquelle il fut vendu au chocolatier Fernand Burrus. Burrus transforma le château classique, en remplaçant un étage et la toiture mansardée par une toiture en pavillon, et en rehaussant les deux tours, surmontées désormais de toitures en poivrière.
Le site resta dans cet état jusqu'en 1944, lorsqu'il fut bombardé par l’armée américaine en 1944.
Le château subit de nombreux aménagements et extensions tout au long des XIIIe, XIVe et XVIIe siècles, ce qui fait de lui l'un des vestiges les plus notables de l’architecture médiévale en Lorraine, notamment grâce à la conservation en élévation de cinq tours.
Depuis 1991, les bénévoles de l'Association Clef de Voûte s'attachent à entretenir le site et à lui redonner vie.

## Description

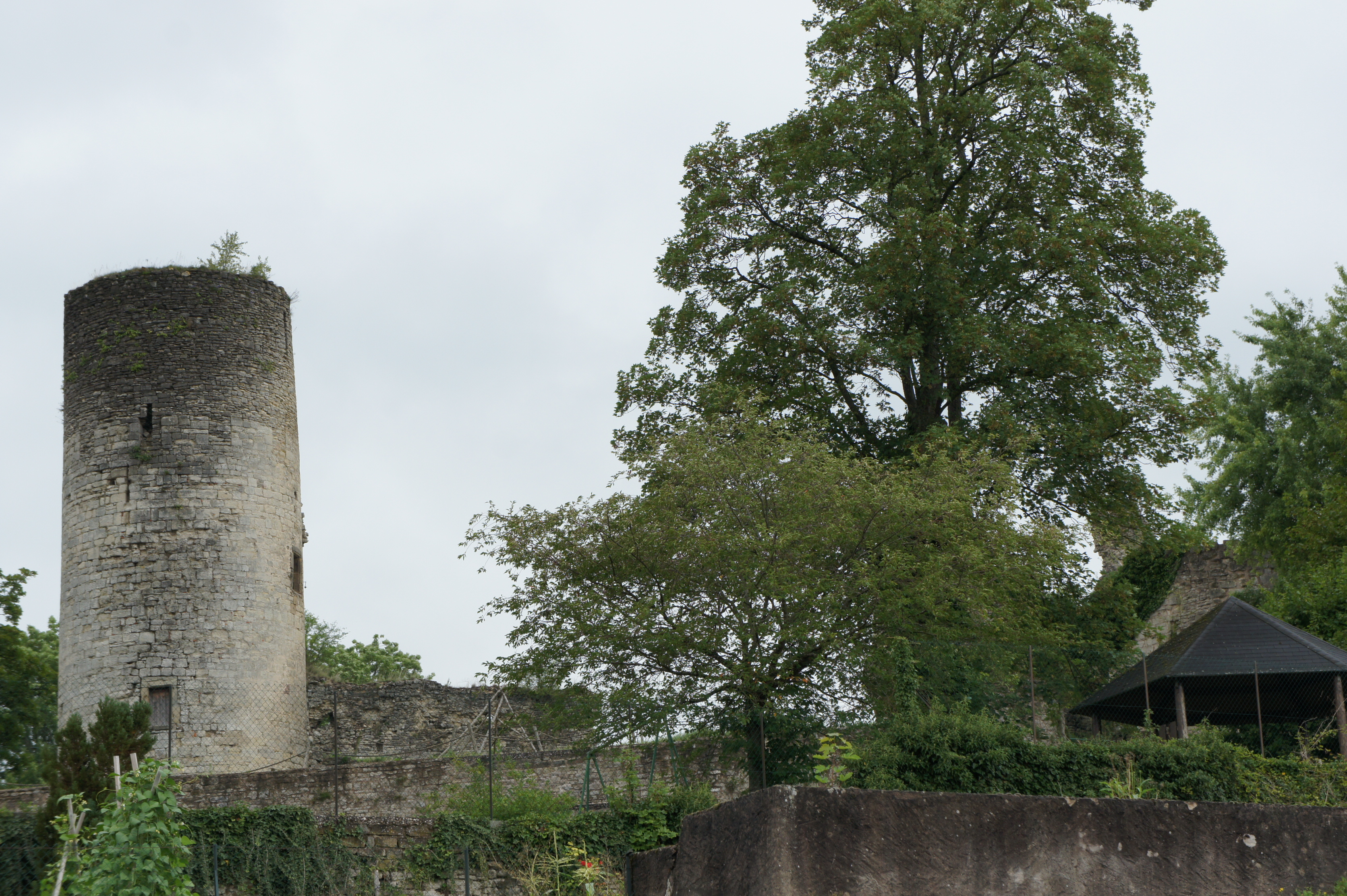
Tour crénelé du XIIIe siècle surélevée au.

On peut voir très nettement au sommet de la tour cylindrique la surélévation au XIVe ou XVe siècle de la tour crénelée du XIIIe siècle.

## Protection
Les ruines du château font l’objet d’une inscription au titre des monuments historiques par arrêt du 17 février 1994.

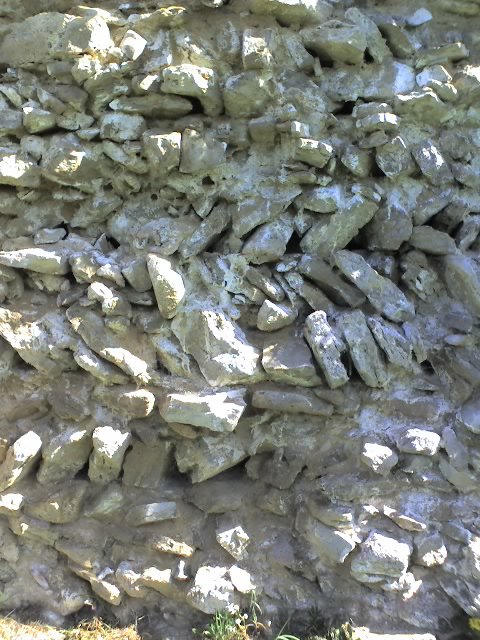
Mur en opus spicatum du château de Blâmont.
Blason de Blâmont.
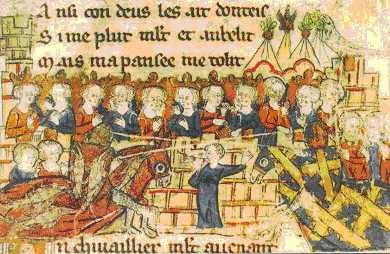
Henri Ier de Blâmont au tournoi de Chauvency (manuscrit conservé à Oxford).
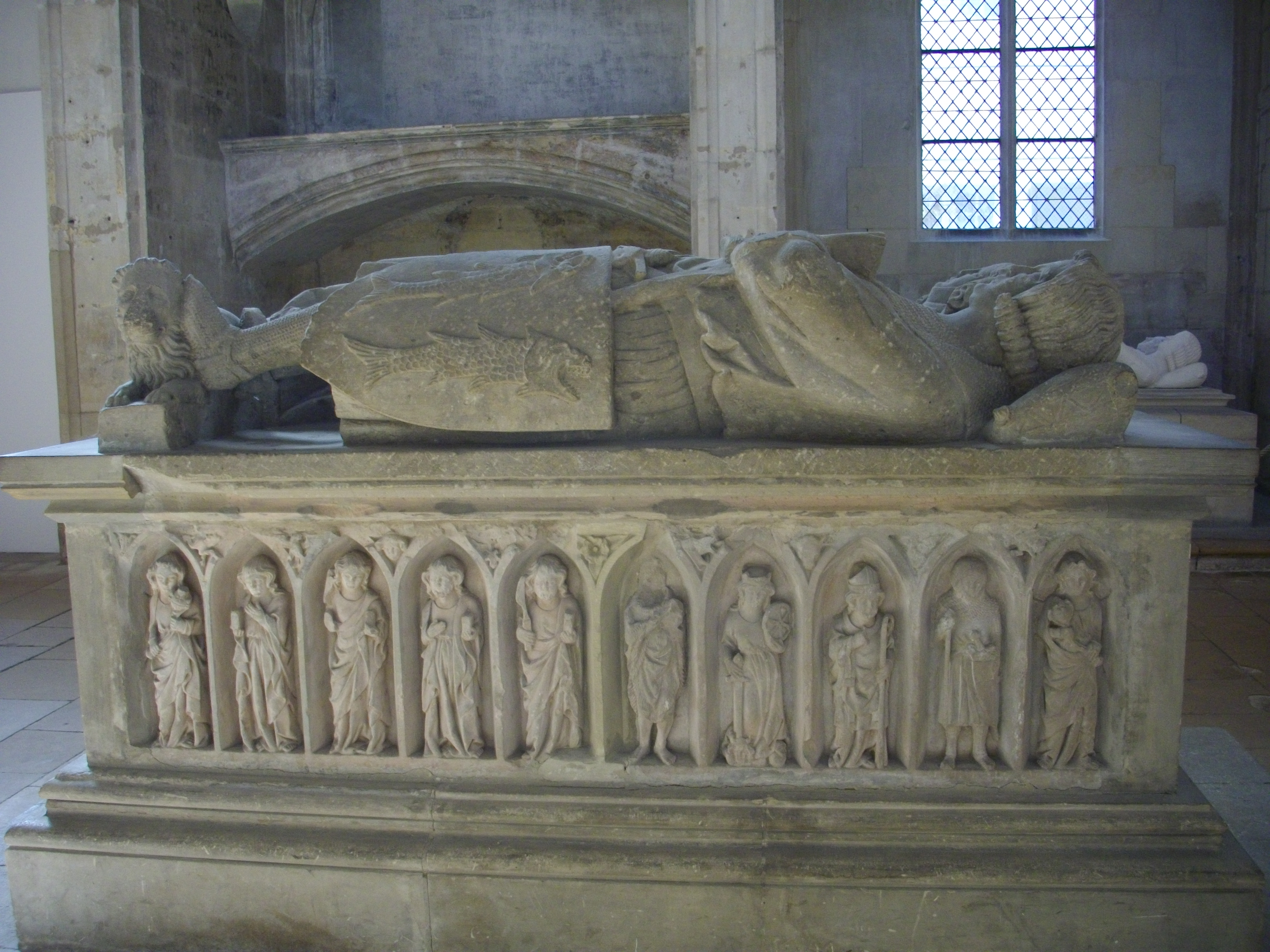
Tombeau d'Henri Ier de Blâmont (conservé à Nancy).